# Arrey, New Mexico
Arrey, New Mexico (енгл. Arrey) насељено је место без административног статуса у америчкој савезној држави Њу Мексико.

## Демографија
По попису из 2010. године број становника је 232.
| Група             | 2000.    | 2010.       |
| Белци             | 0 (0,0%) | 35 (15,1%)  |
| Афроамериканци    | 0 (0,0%) | 1 (0,4%)    |
| Азијати           | 0 (0,0%) | 0 (0,0%)    |
| Хиспаноамериканци | 0 (0,0%) | 193 (83,2%) |
| Укупно            | 0        | 232         |